# 백서빈
백서빈(Baek, Seo-Bin(白瑞彬/白瑞斌), 1984년 9월 7일~)은 대한민국의 남자 배우이자 모델이다. 2006년에 연극배우로 처음 활약했었다. 아버지는 백윤식이고, 형은 백도빈이다.

## 학력
- 경희대학교 식물환경신소재공학 (학사)

## 출연 작품

### 드라마
- 《신데렐라 게임》 (2024년~2025, KBS2) ... 이석기 역
- 《성스러운 아이돌》- (2023년, tvN) ... 장 실장 역
- 《드라마 스테이지 - 오늘도 탬버린을 모십니다》 (2017년, tvN)
- 《초인시대》 (2015년, tvN)
- 《내일도 칸타빌레》 (2014년, KBS2) ... 한승오 역
- 《쓰리데이즈》 (2014년, SBS) - 보좌관 역
- 《뿌리깊은 나무》 (2011년, SBS) - 장은성 역

### 영화
- 《어느 날 그녀가 우주에서》 (2023년) - 석민 역
- 《파이터》 (2021년)
- 《아빠는 예쁘다》 (2019년) - 승준 역
- 《산상수훈》 (2017년) - 도윤 역
- 《좀비스쿨》 (2014년) - 정식 역
- 《찌라시 : 위험한 소문》 (2014년) - 매니저 1 역
- 《노크》 (2012년) - 박경민 역

## 수상 내역
- 2018년 제38회 황금촬영상 신인남우상 《산상수훈》

## 가족 관계
- 아버지 : 백윤식 (1947년 3월 16일 ~ )
- 형 : 백도빈 (1978년 3월 21일 ~ )
  - 형수 : 정시아 (1981년 8월 29일 ~ )
    - 조카 : 백준우 (2009년 7월 15일 ~ )
    - 조카 : 백서우 (2013년 4월 19일 ~ )